# Eulalio García Pereda
Pour les articles homonymes, voir García.
García  Pereda est un nom espagnol. Le premier nom de famille, en général paternel, est García ; le second, en général maternel, souvent omis, est Pereda.
Eulalio García Pereda est un coureur cycliste espagnol né le 11 mai 1951 à Casillas (province de Burgos). Professionnel de 1976 à 1984, il a notamment remporté le championnat d'Espagne sur route et une étape du Tour d'Espagne.

## Palmarès

### Palmarès amateur
- 1972
  - Leintz Bailarari Itzulia
- 1975
  - Tour de Navarre

### Palmarès professionnel
| - 1976 - 1re étape du Tour de Cantabrie - 2e du GP Vizcaya - 3e de la Klasika Primavera - 1977 - 1re étape des Trois Jours de Leganés - 1re et 3e étapes du Tour de La Rioja - 3e étape de l'Étoile des Espoirs - 3e des Trois Jours de Leganés - 1978 - Challenge Costa de Azahar - Prologue et 4eb étape du Tour de Cantabrie - 2e et 3e étapes des Trois Jours de Leganés - Prologue et 1rea étape du Tour de La Rioja - 2e des Trois Jours de Leganés - 2e du Trofeo Elola - 2e de l'Escalade de Montjuïc - 4e du Tour d'Espagne - 1979 - Tour de La Rioja : - Classement général - 1re (contre-la-montre) et 3e étapes - 3e du Tour de la région de Valence - 3e de l'Étoile des Espoirs - 1980 - 2ea et 2eb étapes du Challenge Costa de Azahar - Tour de Cantabrie : - Classement général - 1rea étape (contre-la-montre) - 8e étape du Tour d'Espagne - 3e étape du Tour de La Rioja - 2e du GP de Navarre - 3e du Tour d'Andalousie - 3e du Tour de La Rioja | - 1981 - Champion d'Espagne sur route - GP de Navarre - 5e étape du Tour de Burgos - 2e du GP Pascuas - 2e de la Klasika Primavera - 2e de la Clásica de Sabiñánigo - 2e du Tour de Cantabrie - 2e du Tour de Burgos - 3e du Challenge Costa de Azahar - 1982 - 2e du GP Pascuas - 2e de la Klasika Primavera - 2e du championnat d'Espagne sur route - 3e du Tour de La Rioja - 1983 - 1re étape du Tour de La Rioja - 1984 - 2e du GP Llodio |  |

## Résultats sur les grands tours

### Tour de France
3 participations
- 1976 : abandon (4e étape)
- 1979 : 86e
- 1981 : 101e

### Tour d'Espagne
6 participations
- 1977 : 19e
- 1978 : 4e
- 1979 : 32e
- 1980 : 39e, vainqueur de la 8e étape
- 1982 : 46e
- 1983 : abandon (14e étape)